# Cinetorhynchus
Cinetorhynchus is een geslacht van kreeftachtigen uit de klasse van de Malacostraca (hogere kreeftachtigen).

## Soorten
- Cinetorhynchus brucei Okuno, 2009
- Cinetorhynchus concolor (Okuno, 1994)
- Cinetorhynchus erythrostictus Okuno, 1997
- Cinetorhynchus fasciatus Okuno & Tachikawa, 1997
- Cinetorhynchus hawaiiensis Okuno & Hoover, 1998
- Cinetorhynchus hendersoni (Kemp, 1925)
- Cinetorhynchus hiatti (Holthuis & Hayashi, 1967)
- Cinetorhynchus manningi Okuno, 1996
- Cinetorhynchus reticulatus Okuno, 1997
- Cinetorhynchus rigens (Gordon, 1936)
- Cinetorhynchus striatus (Nomura & Hayashi, 1992)